# ビョルゲ・ローナー・オーイエン
ビョルゲ・ローナー・オーイエン（ノルウェー語: Bjørg Løhner Øien、1928年5月10日 - 2015年2月20日）は、ノルウェー、オスロ出身の女性フィギュアスケート選手（女子シングル）。1952年オスロオリンピックノルウェー代表。

## 主な戦績
| 大会/年          | 1949-50 | 1950-51 | 1951-52 |
| ---------------- | ------- | ------- | ------- |
| オリンピック     |         |         | 棄権    |
| 欧州選手権       | 14      | 16      |         |
| ノルウェー選手権 |         |         | 1       |